# Piper melanocarpum
Piper melanocarpum är en pepparväxtart som beskrevs av Henry Nicholas Ridley. Piper melanocarpum ingår i släktet Piper och familjen pepparväxter. Inga underarter finns listade i Catalogue of Life.